# Tissahamia
Tissahamia is een geslacht van spinnen uit de familie trilspinnen (Pholcidae).

## Soorten
Het geslacht kent de volgende soorten:
- Tissahamia barisan (Huber, 2016)
- Tissahamia bukittimah (Huber, 2016)
- Tissahamia ethagala (Huber, 2011)
- Tissahamia gombak (Huber, 2011)
- Tissahamia karuna Huber, 2019
- Tissahamia kottawagamaensis (Yao & Li, 2016)
- Tissahamia ledang (Huber, 2011)
- Tissahamia maturata (Huber, 2011)
- Tissahamia phui (Huber, 2011)
- Tissahamia tanahrata (Huber, 2016)
- Tissahamia uludong (Huber, 2016)
- Tissahamia vescula (Simon, 1901)